# Wissarion (Okułow)
Wissarion, imię świeckie Wasilij Isidorowicz Okułow (ur. 14 lutego?/26 lutego 1880 w Nikitinie, zm. 28 października 1918) – rosyjski duchowny prawosławny, nowomęczennik.
Pochodził z rodziny chłopskiej. W młodości ożenił się. W 1909 wspólnie z żoną postanowili rozwiązać swoje małżeństwo i wstąpić do monasterów. Wasilij Okułow wstąpił 15 września 1909 do Białogórskiego Monasteru św. Mikołaja k. Permu. 1 maja 1917 złożył tam wieczyste śluby mnisze. 8 października 1917 przyjął święcenia diakońskie z rąk biskupa solikamskiego Teofana. W listopadzie tego samego roku mnich został delegowany do służby w domu eparchialnym eparchii permskiej.
W 1918, po objęciu przez bolszewików władzy w Permie, hierodiakon Wissarion został aresztowany i skierowany do prac przymusowych. 28 października 1918, za odmowę pracy, duchowny został bez sądu utopiony w Kamie.
W 2000 został kanonizowany przez Sobór Biskupów Rosyjskiego Kościoła Prawosławnego.